# Temporada 1963-64 de los New York Knicks
La temporada 1963-64 fue la decimoctava de los New York Knicks en la NBA. La temporada regular acabó con 22 victorias y 58 derrotas, ocupando el último puesto de la división, no logrando clasificarse para los playoffs por cuarto año consecutivo.

## Elecciones en elDraft
| Ronda | Puesto | Jugador          | Posición | Nacionalidad   | Universidad     |
| ----- | ------ | ---------------- | -------- | -------------- | --------------- |
| 1     | 1      | Art Heyman       | Alero    | Estados Unidos | Duke            |
| 2     | 9      | Jerry Harkness   | Base     | Estados Unidos | Loyola*         |
| 3     | 18     | Bill O'Connor    |          | Estados Unidos | Canisius        |
| 4     | 27     | Nate Cloud       |          | Estados Unidos | Delaware        |
| 8     | 63     | Freddie Crawford | Escolta  | Estados Unidos | St. Bonaventure |
| 11    | 76     | Orbie Bowling    | Pívot    | Estados Unidos | Tennessee       |

## Temporada regular
| División Este        | División Este | División Este | División Este | División Este | División Este | División Este | División Este | División Este |
| Equipo               | G             | P             | %             | PD            | Casa          | Fuera         | Neutral       | Div           |
| -------------------- | ------------- | ------------- | ------------- | ------------- | ------------- | ------------- | ------------- | ------------- |
| x-Boston Celtics     | 59            | 21            | .738          | –             | 26–4          | 21–17         | 12–0          | 25–11         |
| x-Cincinnati Royals  | 55            | 25            | .688          | 4             | 26–7          | 18–18         | 11–0          | 27–9          |
| x-Philadelphia 76ers | 34            | 46            | .425          | 25            | 18–12         | 12–22         | 4–12          | 13–23         |
| New York Knicks      | 22            | 58            | .275          | 37            | 10–25         | 8–27          | 4–6           | 7–29          |

## Estadísticas
| Rk | Jugador         | Edad | P  | PT | MP   | TC  | TCI  | %TC  | 3P | 3PI | %3P | 2P  | 2PI  | %2P  | TL  | TLI | %TL  | RO | RD | RT   | AS  | RB | TAP | BP | FP  | PTS  |
| 1  | Bob Boozer      | 26   | 49 |    | 33.7 | 6.7 | 15.6 | .432 |    |     |     | 6.7 | 15.6 | .432 | 4.0 | 5.2 | .770 |    |    | 8.5  | 1.3 |    |     |    | 3.0 | 17.5 |
| 2  | Len Chappell    | 23   | 78 |    | 31.9 | 6.8 | 15.2 | .449 |    |     |     | 6.8 | 15.2 | .449 | 3.7 | 5.1 | .716 |    |    | 9.8  | 1.1 |    |     |    | 2.7 | 17.3 |
| 3  | Bill McGill     | 24   | 68 |    | 25.5 | 6.5 | 13.4 | .487 |    |     |     | 6.5 | 13.4 | .487 | 2.9 | 4.0 | .720 |    |    | 5.9  | 1.8 |    |     |    | 3.1 | 16.0 |
| 4  | Art Heyman      | 22   | 75 |    | 29.8 | 5.8 | 13.4 | .431 |    |     |     | 5.8 | 13.4 | .431 | 3.9 | 5.6 | .685 |    |    | 4.0  | 3.4 |    |     |    | 3.1 | 15.4 |
| 5  | Johnny Green    | 30   | 80 |    | 26.7 | 6.0 | 12.8 | .470 |    |     |     | 6.0 | 12.8 | .470 | 2.4 | 4.9 | .497 |    |    | 10.0 | 2.0 |    |     |    | 3.1 | 14.5 |
| 6  | Johnny Egan     | 25   | 42 |    | 35.4 | 5.5 | 12.0 | .456 |    |     |     | 5.5 | 12.0 | .456 | 3.2 | 4.2 | .777 |    |    | 3.1  | 5.8 |    |     |    | 2.5 | 14.1 |
| 7  | Richie Guerin   | 31   | 2  |    | 13.0 | 5.5 | 8.0  | .688 |    |     |     | 5.5 | 8.0  | .688 | 2.0 | 2.5 | .800 |    |    | 1.5  | 2.0 |    |     |    | 2.5 | 13.0 |
| 8  | Tom Gola        | 31   | 74 |    | 29.1 | 3.5 | 8.1  | .429 |    |     |     | 3.5 | 8.1  | .429 | 2.1 | 2.9 | .726 |    |    | 6.3  | 3.5 |    |     |    | 3.8 | 9.1  |
| 9  | Al Butler       | 25   | 76 |    | 18.1 | 3.4 | 8.1  | .422 |    |     |     | 3.4 | 8.1  | .422 | 1.8 | 2.5 | .738 |    |    | 2.2  | 2.1 |    |     |    | 2.2 | 8.7  |
| 10 | John Rudometkin | 23   | 52 |    | 13.4 | 3.0 | 6.3  | .472 |    |     |     | 3.0 | 6.3  | .472 | 1.7 | 2.2 | .750 |    |    | 3.2  | 0.5 |    |     |    | 1.7 | 7.6  |
| 11 | Jerry Harkness  | 23   | 5  |    | 11.8 | 2.6 | 6.0  | .433 |    |     |     | 2.6 | 6.0  | .433 | 0.6 | 1.6 | .375 |    |    | 1.2  | 1.2 |    |     |    | 0.8 | 5.8  |
| 12 | Bevo Nordmann   | 24   | 7  |    | 15.1 | 1.9 | 3.6  | .520 |    |     |     | 1.9 | 3.6  | .520 | 1.1 | 2.0 | .571 |    |    | 3.6  | 0.1 |    |     |    | 2.6 | 4.9  |
| 13 | Tom Hoover      | 23   | 59 |    | 16.7 | 1.7 | 4.2  | .413 |    |     |     | 1.7 | 4.2  | .413 | 1.4 | 2.2 | .614 |    |    | 5.6  | 0.6 |    |     |    | 3.1 | 4.8  |
| 14 | Dave Budd       | 25   | 73 |    | 14.1 | 1.8 | 4.1  | .431 |    |     |     | 1.8 | 4.1  | .431 | 1.2 | 1.6 | .730 |    |    | 3.8  | 0.8 |    |     |    | 1.8 | 4.7  |
| 15 | Donnie Butcher  | 27   | 26 |    | 16.1 | 1.4 | 4.4  | .322 |    |     |     | 1.4 | 4.4  | .322 | 1.6 | 2.5 | .636 |    |    | 2.6  | 2.5 |    |     |    | 2.0 | 4.5  |
| 16 | Gene Conley     | 33   | 46 |    | 12.0 | 1.6 | 4.1  | .392 |    |     |     | 1.6 | 4.1  | .392 | 1.0 | 1.4 | .677 |    |    | 3.4  | 0.5 |    |     |    | 2.7 | 4.2  |
| 17 | Bob Duffy       | 23   | 4  |    | 12.5 | 1.3 | 4.8  | .263 |    |     |     | 1.3 | 4.8  | .263 | 1.5 | 2.0 | .750 |    |    | 1.5  | 1.3 |    |     |    | 0.0 | 4.0  |
| 18 | Paul Hogue      | 23   | 6  |    | 14.8 | 1.5 | 2.7  | .563 |    |     |     | 1.5 | 2.7  | .563 | 0.2 | 0.8 | .200 |    |    | 2.5  | 0.8 |    |     |    | 2.5 | 3.2  |